# Robert Kasting
Robert Kasting (n. 28 august 1950, Ottawa, Ontario, Canada) este un înotător ce a reprezentat Canada, medaliat olimpic. A participat la o ediție a Jocurilor Olimpice (1972) în care a câștigat două medalii de bronz.